# Albert Chartier
Albert Chartier foi um ciclista francês. Ele terminou em último lugar no Tour de France 1907.